# Lilium amoenum

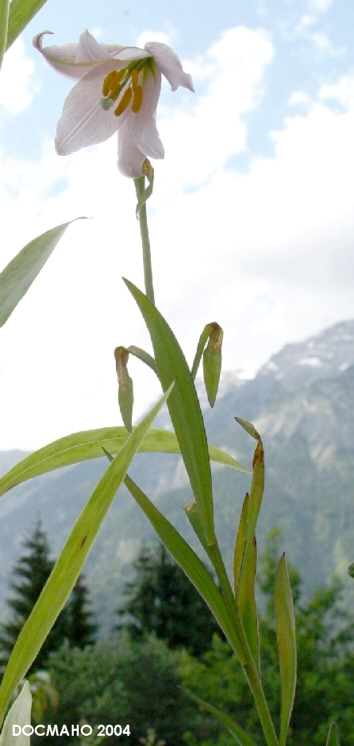
Lilium amoenum

Lilium amoenum é uma espécie de planta com flor, pertencente à família Liliaceae. A planta é nativa da China.